# Trittico di Vighignolo
Il Trittico di Vighignolo è un bassorilievo a scultura in marmo realizzato nel XV secolo; oggi è conservato nel Castello Sforzesco a Milano. 

## Storia
La scultura era originariamente conservata presso la chiesa di Santa Maria Nascente di Vighignolo, oggi frazione del comune di Settimo Milanese, dove aveva la funzione di paliotto, cioè da decorazione da porre dinnanzi all'altare di uno degli altari delle cappelle laterali.
Il bassorilievo è composto di tre formelle quadrate e rappresenta al centro la figura di Cristo nel sepolcro a mezzobusto, in posizione dolente, accompagnato dagli strumenti della passione tra cui si riconoscono la croce, le fruste della flagellazione, la lancia e la spugna. Il Cristo poggia le mani su un panno che richiama evidentemente la figura della Sindone. Nella formella di sinistra è invece rappresentata la Vergine, pure in posizione sofferente, nell'atto di reggersi il cuore al petto. A destra si trova invece il ritratto di San Giovanni Evangelista che, secondo la tradizione evangelica, si trovava con Maria ai piedi della croce. 
Alla fine dell'Ottocento, con la necessità di realizzare lavori di ampliamento e ristrutturazione della chiesa parrocchiale di Vighignolo, la parrocchia venne costretta a vendere il paliotto in questione che fruttò alla chiesa la ragguardevole somma di 1000 lire. Il pezzo, ad ogni modo, venne segnalato come di interesse dal proprietario terriero locale Carlo Locatelli, il quale avvisò le competenti autorità milanesi che ne disposero il trasporto all'istituto delle Stelline di Milano dove venne sottoposto alla visione della Consulta Archeologica. Questa commissione si espresse favorevolmente sulla tutela del pezzo, ma il ministro Pasquale Villari invitò a mantenere il pezzo in loco ed a rifiutare la vendita. Nel 1891, col cambio del ministro e la successione di Codronchi, la vendita venne approvata ma destinata al museo del Castello Sforzesco di Milano, impedendo così che divenisse parte di qualche raccolta privata, rendendone impossibile la visione e la fruizione al pubblico.
Tutte queste vicende, ad ogni modo, smossero l'interesse della critica artistica sul pezzo, di cui si interessò anche Diego Sant'Ambrogio che già aveva eseguito degli studi sulle origini della chiesa di Cascine Olona. Questi, rigettando la tesi del paliotto, ritenne in realtà che quello fu solamente un reimpiego, mentre l'originaria funzione del bassorilievo era quella di decorare una parte del monumento funebre di Ludovico il Moro e di sua moglie Beatrice d'Este che ancora oggi si può ammirare alla Certosa di Pavia, attribuendone così la possibile paternità a Cristoforo Solari. Tale ipotesi venne contrastata dallo storico dell'arte Franco Malaguzzi Valeri, contemporaneo del Sant'Ambrogio, il quale ritenne che sebbene l'ipotesi presentata dal collega potesse calzare a livello storico essa meritava di essere smentita a livello artistico in quanto il livello di entrambe le sculture appariva diverso e quindi non ascrivibile alla medesima mano.